# 山木翔遥
山木 翔遥（やまき しょうよう、1992年10月27日 - ）は、テレビ朝日のアナウンサー。

## 来歴・人物
東京都出身。学習院中・高等科、学習院大学法学部政治学科卒業。大学時代は体育会ゴルフ部に所属し副将を務めた。また、2013年度の「ミスター学習院コンテスト」においてファイナリストの5人に選出され、特別審査員賞を受賞。同年に開催された、はるやま商事主催の「就活キング&クイーンコンテスト2013」ではグランプリに選ばれた。大学卒業後の2015年に、アナウンサーとしてテレビ朝日に入社。同期入社のアナウンサーは池谷麻依、紀真耶、田中萌、山崎弘喜。2020年7月の人事異動でアナウンス部から社会部へ配属され、取材記者へ転身する。2024年1月、アナウンス部へ復帰。スーパーJチャンネルを担当するなど、アナウンサーとしての活動を再開している。身長169cm。一人っ子。

## 出演番組
レギュラー担当番組
| 期間       | 期間      | 番組名                   | 役職                                                                                   |
| ---------- | --------- | ------------------------ | -------------------------------------------------------------------------------------- |
| 2015年10月 | 2019年3月 | 羽鳥慎一モーニングショー | リポーター                                                                             |
| 2024年1月  | 現在      | スーパーJチャンネル      | プレゼンター兼フィールドキャスター ※いずれも平日担当、番組担当を機にアナウンス部に復帰 |
| 2024年7月  | 現在      | ワールドプロレスリング   | 実況担当                                                                               |

取材担当番組
- ANN NEWS&SPORTS（2020年4月 - ）- 取材
- GET SPORTS（2020年4月 - ）- 取材